# Yang Huimin
Yang Huimin (楊惠敏, 6 mars 1915 - 9 mars 1992) est une scout chinoise célèbre pour avoir fourni un drapeau de la République de Chine et de l'approvisionnement aux assiégés chinois lors de la défense des entrepôts Sihang durant la bataille de Shanghai. Son aide a motivé les défenseurs qui ont hissé le drapeau pour être visible à plusieurs kilomètres.

## Biographie
Yang étudiait l'éducation physique à Shanghai et était membre des scouts féminins quand la guerre a éclaté. Son action courageuse pendant la défense des entrepôts l'a rendue célèbre. En 1938, elle est envoyée à l'étranger pour obtenir du soutien et faire connaitre la guerre en Chine dans un certain nombre de pays.
Après la guerre civile chinoise, Yang suit le gouvernement de Tchang Kaï-chek à Taïwan. Elle se marie avec Zhu Chongming, un professeur d'éducation physique de l'université nationale de Taïwan et a deux fils, Zhu Fugui et Zhu Fuhong. Elle travaille elle-même comme professeur d'éducation physique à Taipei.
Yang meurt le 9 mars 1992 à l'âge de 78 ans. Son dévouement durant la guerre est représenté dans le film taïwanais L'attaque dura cinq jours de 1976 avec Brigitte Lin dans son rôle. Son action est également évoquée dans le film chinois La Brigade des 800 en 2020.